# Musca notata
Musca notata är en tvåvingeart som först beskrevs av Estlund 1796.  Musca notata ingår i släktet Musca, ordningen tvåvingar, klassen egentliga insekter, fylumet leddjur och riket djur.
Artens utbredningsområde är Sverige. Inga underarter finns listade i Catalogue of Life.